# Alopecosa kochi
Alopecosa kochi es una especie de araña araneomorfa del género Alopecosa, familia Lycosidae. Fue descrita científicamente por Keyserling en 1877.
Habita en América del Norte. Se encuentra desde Columbia Británica hasta Ontario y Massachusetts, también en el sur hasta Baja California y Texas. Las hembras miden aproximadamente 9-16 mm y los machos 6,6-11,0 mm.
Las hembras de Alopecosa kochi presentan patas cortas. La parte central del caparazón es de color canela; los lados opuestos del abdomen presentan una coloración blanca.